# 伊萨克一世
伊萨克一世·科穆宁（希臘語：Ισαάκιος Α' Κομνηνός，约1005年—1060年），是拜占庭帝国科穆宁王朝的第一个皇帝（1057年－1059年在位）。
伊萨克是将军曼努埃尔·厄洛提科斯·科穆宁之子。早年丧父，由皇帝巴西尔二世抚养长大。作为成功的指挥官，伊萨克于1042年至1054年间曾担任帝国东部军队的首长。1057年6月8日，米海尔六世在其拥护者的簇拥下即位，伊萨克遂与不满的东部军官合谋推翻前者。他聚集了足够的兵力并在哈迪斯战役中击败了帝国军。尽管伊萨克接受了将自己任命为嗣君的妥协方案，由君士坦丁堡普世牧首米海尔一世领导的政治势力逼迫米海尔六世退位。米海尔六世於1057年8月30日退位，伊萨克于9月1日在圣索菲亚大教堂加冕。
即位后，他赏赐了他的支持者，但通过一系列的财政措施加强了财政收入，削减了前任皇帝所允许的过度开支。他致力于填充国库并恢复拜占庭军队的力量以保护帝国。其实行的俸禄削减、重税以及教会财产充公引发了较强的反对，由其是来自自认为是造王者的普世牧首的反对。
普世牧首米海尔一世於1058年遭到逮捕和流放，在主教会议召开并废黜他前就去世了。在伊萨克在位期间，东部军队坚守阵地，而匈牙利的侵袭也以条约的方式得到了解决。伊萨克於1059年亲自镇压了不羁的佩切涅格人。不久，伊萨克就罹患了疾病，在米海爾·普塞洛斯的压力下，他选定君士坦丁十世·杜卡斯为继任者，并在斯图狄奥斯修道院退隐。伊萨克于1060年去世。

## 生平

### 出身和早年

11世纪上半叶的拜占庭帝国

伊萨克的父亲据记载曾在巴西尔二世在位期间担任过帝国东部的军事独裁官，他于978年巴尔达斯·斯克莱洛斯叛乱期间驻守尼西亚。 伊萨克的母亲名叫玛利亚，除此之外皆不详。 曼努埃尔是希腊语为母语，现代学界认为其家族是希腊血统的。 据说科穆宁的家名来自色雷斯地区接近腓力波利斯的科穆宁。 伊萨克的诞生年约是约1007年
玛利亚很早就去世了，而当1020年曼努埃尔弥留时，他命令两个儿子；伊萨克和约翰去投靠巴西尔二世皇帝。根据小尼基弗鲁斯·布吕埃尼奥斯，两个孩子受到了无微不至的关怀，在斯图狄奥斯修道院中由最佳的导师教导，并还有人教他们如何狩猎和军训。一旦他们长大，伊萨克和约翰便加入了皇室卫队“侍从队”
约1025年，年轻的伊萨克与保加利亚的叶卡捷琳娜成婚，她是保加利亚第一帝国的末代沙皇伊凡·弗拉迪斯拉夫之女。从约1042年起，他开始担任东部的军营长（στρατοπεδάρχης），也即意味着他可能是禁卫军教导军团长，东部陆军的首长，然而他的具体官衔则不明确。 伊萨克当时隶属于执事长官（μάγιστρος）和维斯提斯的品阶。1054年，伊萨克被狄奥多拉女皇解任，由她亲信的首席宦官狄奥多罗斯继任。

### 东部将领的起事

#### 米海尔六世和军方高层的关系
当米海尔六世·布林加斯于1056年即位，伊萨克被选为觐见新皇帝的东部将领代表团首领。米海尔大肆提拔官员，在当时的官员米海爾·普塞洛斯看来，其行为是逾度的。而军方则想要在皇帝的赏赐中分得一杯羹。 而这并不是一件小事，因为君士坦丁九世时期的货币成色变质已经影响到了军饷，而当时的米海尔·布林加斯正好是军事书记。文官的俸禄问题可以靠提高官位来解决，武官的俸禄则没有变动。这使得马其顿王朝末期本来就对“全是宦官和公民政客的政权”感到不满的军事贵族的情绪恶化了。

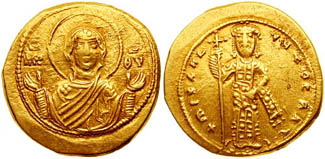
米海尔六世的金币

1057年复活节，根据传统是俸禄发放日，伊萨克和代表团觐见了皇帝。代表团中包括了方从安条克将军这一位置上下来的执事长官卡塔卡隆·基考美诺斯，米海尔·布尔齐斯，大维斯提斯，其同名的祖父在上一个世纪为拜占庭帝国夺取了安条克，还有君士坦丁·杜卡斯，普世牧首的侄女婿，以及其兄弟约翰·杜卡斯，普塞尔洛斯的朋友。正如历史学家安东尼·卡尔德利斯所说的，这是一个有分量的团体，其中所包含的家族都是战士皇帝巴西尔二世所提拔的， 其成员都是这些家族的后裔。这一代表团将会决定帝国接下来三十年的未来，甚至可以说是接下来一个世纪或更长远的未来。
普塞洛斯本人也是代表团觐见事件的见证人。他声称皇帝立刻就开始对代表们发怒，而伊萨克和基考美诺斯站了出来并谴责了皇帝，称他对安条克的陷落和军队腐败负有责任且是个无能的懦夫，还因私挪用军饷。而后来的约翰尼斯·斯基利齐斯则称皇帝对他们以礼相待，但直接拒绝把伊萨克和基考美诺斯提拔至首席的品阶。
皇帝对军方高层的态度有着重大的影响并使得他们转向反对皇帝。另一支代表团拜访了主教首席助理（πρωτοσύγκελλος）利奥·帕拉斯庞迪洛斯，也遭到了类似的待遇。据普塞洛斯的说法，伊萨克当时几乎无法阻止他的同伴在自己的居室不时地指责皇帝。随后，他们合谋反对皇帝，尽管伊萨克有所犹豫，他还是被选为了这场阴谋的主导。
同谋者们联系了老将军尼基弗鲁斯·布吕埃尼奥斯，他曾尝试过篡夺狄奥多拉女皇的皇位但失败了。当时布吕埃尼奥斯刚被米海尔六世任命为马其顿军队的指挥官。他显然同意支持阴谋，不久，布吕埃尼奥斯便引军前往小亚细亚与突厥人作战。此前在安纳托利亚军区，他曾与军队财务主管发生过争吵，他把财务下到监牢里并挪用了资金来奖赏自己觉得值得嘉奖的士兵。这一举动在另一名当地将领处被视为叛乱，布吕埃尼奥斯遂遭逮捕并被刺瞎双眼。

#### 伊萨克称帝和哈迪斯战役
因惧怕阴谋泄露，东部的将军们加快了行动的步伐。驻扎在安纳托利亚军区的同谋者罗曼诺斯·斯克莱洛斯、米海尔·布尔齐斯、尼基弗鲁斯·伯塔奈亚迪斯以及巴西尔·阿尔吉洛斯的儿子们立刻前往伊萨克在帕夫拉戈尼亚的卡斯塔莫努的居所找他。1057年6月8日，于古纳里亚宣布伊萨克为皇帝。历史上，起事者们是否实际拥有军队并不明确，而根据卡尔德利斯，“他们不得不争取官员和士兵的支持，为自己伪造命令书和任命状” 。斯基利齐斯称，基考美诺斯必须伪造御旨才能调动亚美尼亚军区的军团。伊萨克将他的家族交付给了在哈里斯河畔佩莫利萨城堡的兄弟后，遂向君士坦丁堡进发。
与此同时，西部的军团以及部分东部军团依旧效忠于米海尔六世。皇帝任命首席宦官狄奥多罗斯以及伊萨克的内弟艾伦为这些军队的指挥官。这一次，皇帝以无比荣耀确保了将领们的忠诚，保皇军在通向都城的咽喉要道尼科米底亚集结。因此，伊萨克引军南向占领了尼西亚作为其行动的基地。
两方在尼西亚附近的哈迪斯战役中交锋，这场战役战况激烈，伤亡惨重。保皇军的左翼击败了起事军的右翼，而在另一侧，基考美诺斯突破了保皇军的阵线并占领了他们的营地，取得了战役的决定权。伊萨克则坐镇中军。

### 统治
甫即位，伊萨克皇帝的首项举措就是奖赏他的拥护者。同谋者们获得了高官厚禄，其兄弟约翰·科穆宁被任命为西部禁卫军教导军团长并得到了宫廷总管（κουροπαλάτης）的头衔，基考美诺斯和布吕埃尼奥斯也得到了相同的头衔。 跟随他的军队收到了一份津贴并被快速遣回东部，以防他们与君士坦丁堡居民产生冲突。普世牧首米海尔也因其支持受到了奖赏，他获得了教会人士和财政事务的全权，这些权力之前则在皇帝的手中，牧首的侄子们也获得了高位。 

#### 财政改革

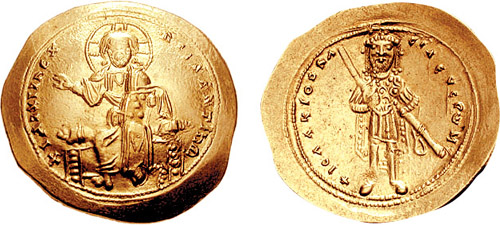
伊萨克铸造的黑斯塔迈纳金币，手持宝剑以军姿站立，在拜占庭硬币中殊为独特。

伊萨克的兴起是拜占庭历史的一个转折点，它为长期统治的马其顿王朝画上了句号。尽管此前有力军事领袖就已经取得了权力并与马其顿皇帝们共同参与国政，伊萨克仍是9世纪以来第一位直接篡位的军事强人。 根据卡尔德利斯，这一点也在他的货币中有所显明，硬币独特地刻画了他手持拔出的剑锋，这或许直接表明了他恢复“有力的军事统治”的意愿。这也被认为是伊萨克宣告以征服为统治的基础，甚至可以表示了一种不虔敬的“其成就并非来自上帝而是自己”的信念。显然，硬币的刻画强调了伊萨克对改革和恢复军队实力的决心。
伊萨克所面临的任务无疑是艰巨的，这是因为前三十年皇帝们权威的败落以及以小惠谋支持的行为滋长了腐败和低效。君士坦丁九世治世时的货币成色劣化是帝国酝酿中的危机首当其冲的反应，而伊萨克则是第一位面临显著预算赤字的皇帝。 为了维持其珍惜的军队，伊萨克被迫施行了严厉的节约政策。他减少或削除了被授予头衔者的津贴，实行了更为有效和严厉的征税，重新取回了被挪用的皇室财产，并取消了君士坦丁九世和米海尔六世时期授予的土地和免税，尤其是针对那些根据尼基弗鲁斯二世·福卡斯制定的法律被赐予修道院和教会的土地。 尽管官员的俸禄，尤其是元老院成员的俸禄被削减了，伊萨克的努力即使在一些老资历的官僚处都收到了欢迎。据普塞洛斯和米海尔·安塔利亚提斯的评论：
（伊萨克·科穆宁）争分多秒地想要将罗马帝国长期积累的朽木剔除。我们可以将之拟为一具巨大的身躯，它有着多个头颅，丑陋的公牛颈，不可计数的手以及同样多的脚。其内脏化脓并患病，有些部位还肿胀了起来，有些部位则逐渐死去。这里得了水肿，那边被侵蚀殆尽。而现在，伊萨克尝试用大规模手术来医治这些。——米海爾·普塞洛斯，编年史, VII.51

#### 普世牧首的失势

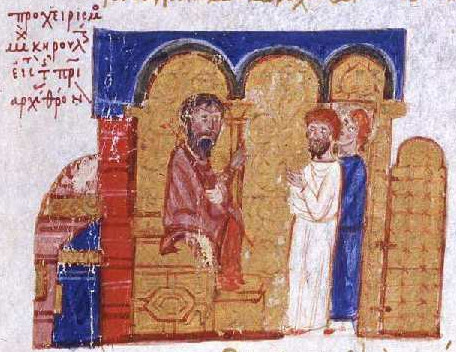
普世牧首米海尔·凯路拉里奥斯在其宗座上

普塞洛斯对伊萨克一世的唯一非议是他的急于求成和严苛。如果他实行了更循序渐进且明智的政策，伊萨克或许能收获更大的成就并面对远少于他实际面对的反对声浪。他对教会土地的没收引起了米海尔牧首的反应，伊萨克与牧首的关系因此日渐恶化。牧首在伊萨克夺权中所扮演的角色以及它对教会所持的新权力很快冲昏了他的头脑。他告诫并训斥了皇帝，甚至威胁说他可以毁了皇帝就像“刚出炉的面包” 一样。 牧首据称还穿着禁紫色的靴子，而这是皇帝才拥有的特权。根据卡尔德利斯，这可以表示牧首受到了罗马教宗世俗和神职权力理论的影响，将自己构想为与皇帝平起平坐的人物，在拜占庭传统中是为“政教和谐论”（συμφωνία ，和谐）。
1058年11月8日，当米海尔牧首访问城墙外的一座教堂时，伊萨克趁他远离了君堡城内的民众，便派遣瓦兰吉卫队逮捕了牧首并把他安置在马尔马拉岛上接受软禁。伊萨克向米海尔牧首施加了巨大的压力迫使他退位，但后者坚定地拒绝了。皇帝遂决定召开主教会议，且不在帝都举行，而是在色雷斯的某地召开。而先前曾遭牧首迫害的普塞尔洛斯则担任牧首的首要指控者。结果，米海尔于1059年1月21日主教会议得以召开前便去世了。伊萨克遂任命官员君士坦丁·利胡德斯为新一任普世牧首。

#### 军事形势
伊萨克夺权的内战使得拜占庭的军事力量离开其边境。同时代的亚美尼亚史学家亚里斯塔克斯·拉斯维尔齐记载，格鲁吉亚领主克德卡里公爵伊万尼乘次机会占领了两座拜占庭边境的堡垒并俘虏了帝国税收官，包围了狄奥多西奥波利斯。拜占庭在阿尼的将军驱逐了伊万尼但后者找来了突厥人作为援助。伊萨克即位一个月后，这些袭击者已经进犯至马拉蒂亚，该城遭到突厥人的洗劫，但其居民则被允许在洗劫前离开。当地的拜占庭军队成功地阻塞了山隘，迫使进犯者在霍尔扎尼地区过冬。1058年春，突厥人在进攻摩姆兰斯堡垒时遭到伏击并被击败，他们舍弃了俘虏便逃走了。与此同时或此后不久，另一波侵袭塔隆的突厥人大败于当地的守军。拜占庭修复并加固了马拉蒂亚城并使之成为了一个将军驻地。
君士坦丁九世臭名昭著地废止了亚美尼亚军区部队的军事职责以换取现金，这一举措被时人和现代学者广泛地看做是对拜占庭帝国东部防御的一场灾难，尤其在面对日渐强大的突厥人的威胁上。 根据卡尔德利斯，尽管伊萨克并未恢复这一军区部队， 当地军队的反应并未显示拜占庭在东部防御能力上有所下降，反而，旧有的、上世纪尼基弗鲁斯·福卡斯皇帝在位时制定的《伏击论》被成功地继续应用于针对敌人袭击的防守反击。
伊萨克仅仅指挥了一场远征。1059年夏末，他引军至被匈牙利人和佩切涅格人侵扰的巴尔干省份。这场战役的细节并不清晰，两者可能结成了同盟。皇帝在塞尔迪卡与匈牙利人签订了和约，他们在西尔米乌姆保有堡垒，随后伊萨克向默西亚的佩切涅格人进发。大部分佩切涅格人再次服从了帝国的权威，唯一的大型战斗是在进攻桀骜不驯的佩切涅格首领塞尔特的堡垒时发生的。
9月24日，回军途中的伊萨克突然遭遇了一场暴风，军力和辎重损失惨重。他差些就被一棵被雷击倒的树木砸死。 不久，有传言说东部的税务官正阴谋谋反，伊萨克听闻后急忙回到了首都。 除此之外，普塞洛斯称，伊萨克的性格大变，他变得如此自大乃至于谁都瞧不起，包括他自己的兄弟。

#### 患病、退位以及崩逝
伊萨克极好猎鹰猎马，在君堡城外的一个狩猎场他度过了许多时光。在一次狩猎中他得了病，高烧数日。伊萨克害怕自己将很快死去，便于1059年11月22日任命君士坦丁·杜卡斯为继任者。 他同意退位并隐居于修道院。普塞洛斯称自己是这一任命的主导者，尽管伊萨克的妻子叶卡捷琳娜最初对此是反对的。
普塞洛斯还称，杜卡斯成为嗣君后伊萨克的身体状况开始恢复并开始重新考虑自己的决定。普塞洛斯遂决定性地让杜卡斯于12月23日公开称帝，他为杜卡斯穿上了紫靴。伊萨克最终接受了这样的安排，并削发为僧，隐居于斯图狄奥斯修道院中。 然而，普塞洛斯在这些事件中大放异彩的角色有可能只是其自吹自擂而已，尤其考虑到，他记载这些历史的时候是君士坦丁十世和其子米海尔七世在位期间。同时期或后来的来源，包括科穆宁时代的来源都没有提到杜卡斯和其支持者有过政变的行为，政权的移交无疑是合法的。
凯瑟琳女皇（叶卡捷琳娜）仍然居住在宫内，甚至在皇室公告中可以被首先提及，杜卡斯则紧随其后。他们的共治持续了一段时间，随后女皇退隐至没药修道院，改名谢妮亚修女。 伊萨克作为一名僧侣度过了余生，做着僧侣的粗活直至他于1060年末去世。

## 家族
伊萨克与保加利亚第一帝国末任统治者伊凡·弗拉迪斯拉夫的女儿保加利亚的叶卡捷琳娜成婚。 伊萨克将其妻子的头衔升为奥古斯塔。 夫妻二人至少有两名子女。
- 曼努埃尔·科穆宁 (约1030 – 约1042/57)，可能就是与首席佩剑官（πρωτοσπαθάριος）赫利奥斯之女订婚的“科穆宁之子”。他于1042至1057年间去世。[55]
- 玛利亚·科穆宁娜 (生于约1034年), 她的美貌受到了普塞尔洛斯的称赞，但她终身未婚，与母亲一起在没药修道院退隐。[56]

- 阿莱克修斯一世·科穆宁，伊萨克之侄，后成为拜占庭皇帝。

## 註腳

### 來源
1. 1 2  ODB，"Komnenos" (A. Kazhdan), pp. 1143–1144.
2. ↑  Varzos 1984，第38–39頁.
3. ↑  Varzos 1984，第39, 41頁.
4. ↑  Varzos 1984，第26頁.
5. 1 2 3 4  Varzos 1984，第41頁.
6. ↑  Gautier 1975，第74, 76頁.
7. ↑  Gautier 1975，第76頁.
8. 1 2 3 4  ODB，"Isaac I Komnenos" (C. M. Brand, A. Cutler), pp. 1011–1012.
9. ↑  Guilland 1967，第500頁.
10. ↑  Guilland 1967，第452–453頁.
11. ↑  Sewter 1953，第209–210頁.
12. 1 2  Wortley 2010，第450–451頁.
13. ↑  Treadgold 1997，第597頁.
14. 1 2  Kaldellis 2017，第217–218頁.
15. 1 2  Sewter 1953，第210頁.
16. ↑  Kaldellis 2017，第216–217頁.
17. ↑  Kaldellis 2017，第217頁.
18. ↑  Sewter 1953，第210–211頁.
19. 1 2  Wortley 2010，第454–455頁.
20. ↑  Kaldellis 2017，第215頁.
21. ↑  Wortley 2010，第455–456頁.
22. 1 2  Kaldellis 2017，第218頁.
23. ↑  Wortley 2010，第456–458頁.
24. ↑  Wortley 2010，第458頁.
25. ↑  Wortley 2010，第458–459頁.
26. ↑  Kaldellis & Krallis 2012，第99, 101頁.
27. ↑  Wortley 2010，第459–461頁.
28. ↑  Sewter 1953，第214–215頁.
29. ↑  Cheynet 1996，第70頁.
30. ↑  Kaldellis 2017，第219–220頁.
31. 1 2 3 4  Kaldellis 2017，第220頁.
32. 1 2 3 4 5 6 7  Treadgold 1997，第599頁.
33. ↑  Kaldellis & Krallis 2012，第109頁.
34. ↑  Grotowski 2007，第110–111頁.
35. 1 2  Treadgold 1997，第598頁.
36. ↑  Kaldellis 2017，第219頁.
37. 1 2  Kaldellis 2017，第220–221頁.
38. ↑  Sewter 1953，第233–234頁.
39. ↑  Sewter 1953，第238–239頁.
40. 1 2 3  Kaldellis 2017，第221頁.
41. 1 2  ODB，"Michael I Keroularios" (A. Kazhdan), p. 1361.
42. 1 2  Kaldellis 2017，第222頁.
43. ↑  Treadgold 1997，第595–596頁.
44. 1 2  Kaldellis 2017，第222–223頁.
45. 1 2 3 4  Kaldellis 2017，第223頁.
46. ↑  Sewter 1953，第244頁.
47. ↑  Sewter 1953，第244–245頁.
48. ↑  Sewter 1953，第245–252頁.
49. ↑  Varzos 1984，第42–43, 44–45頁.
50. ↑  Sewter 1953，第256–257頁.
51. ↑  Varzos 1984，第46–47頁.
52. ↑  Varzos 1984，第43頁.
53. ↑  Varzos 1984，第44頁.
54. ↑  Varzos 1984，第47頁.
55. ↑  Varzos 1984，第58頁.
56. ↑  Varzos 1984，第58–59頁.